# Fire Walk with Us
Fire Walk With Us' è il secondo album degli Aborym, pubblicato nel 2001. Attila Csihar è la voce principale di questa release.

## Tracce
1. Our Sentence – 6:40 (musica: Aborym)
2. Love the Death as the Life – 6:06 (musica: Aborym)
3. White Space – 4:11 (musica: Aborym)
4. Fire Walk with Us! – 6:56 (musica: Aborym)
5. Here Is No God S.T.A. – 4:14 (musica: Aborym)
6. Total Black – 4:42 (musica: Aborym)
7. Sol Sigillum (instrumental) – 3:47 (musica: Aborym)
8. Det som en gang var (Burzum cover) – 9:13 (musica: Varg Vikernes)
9. Theta Paranoia – 5:36 (musica: Aborym)

## Formazione

### Gruppo
- Malfeitor Fabban - basso, sintetizzatore, tastiera e voce supplementare
- Attila Csihar - voce
- Nysrok  - chitarra, sintetizzatore e voce supplementare nella traccia 8
- Set Teitan - chitarra e campionamenti

### Altri musicisti
- Christian Ice - rumori